# Liste der Biografien/Muller, K
Liste der Biografien |
Portal Biografien |
K Personensuche
# |
A |
B |
C |
D |
E |
F |
G |
H |
I |
J |
K |
L |
M |
N |
O |
P |
Q |
R |
S |
T |
U |
V |
W |
X |
Y |
Z |
?
 
Ma |
Mb |
Mc |
Md |
Me |
Mf |
Mg |
Mh |
Mi |
Mj |
Mk |
Ml |
Mm |
Mn |
Mo |
Mp |
Mq |
Mr |
Ms |
Mt |
Mu |
Mv |
Mw |
Mx |
My |
Mz
 
Mua |
Mub |
Muc |
Mud |
Mue |
Muf |
Mug |
Muh |
Mui |
Muj |
Muk |
Mul |
Mum |
Mun |
Muo |
Mup |
Muq |
Mur |
Mus |
Mut |
Muu |
Muv |
Muw |
Mux |
Muy |
Muz
 
Mula |
Mulb |
Mulc |
Muld |
Mule |
Mulf |
Mulg |
Mulh |
Muli |
Mulj |
Mulk |
Mull |
Mulm |
Muln |
Mulo |
Mulr |
Muls |
Mult |
Mulu |
Mulv |
Mulw |
Muly |
Mulz
 
Mulla |
Mulle |
Mullg |
Mullh |
Mulli |
Mulln |
Mullo |
Mullr |
Mully
 
Mulled |
Mullej |
Mullem |
Mullen |
Muller |
Mulles |
Mulley
 
Muller, A |
Muller, B |
Muller, C |
Muller, D |
Muller, E |
Muller, F |
Muller, G |
Muller, H |
Muller, I |
Muller, J |
Muller, K |
Muller, L |
Muller, M |
Muller, N |
Muller, O |
Muller, P |
Muller, Q |
Muller, R |
Muller, S |
Muller, T |
Muller, U |
Muller, V |
Muller, W |
Muller, X |
Muller, Y |
Muller, Z |
Mullera |
Mullerb |
Mullerh |
Mullerl |
Mullerp |
Mullers |
Mullerw |
Mullery
Die Liste der Biografien führt alle Personen auf, die in der deutschsprachigen Wikipedia einen Artikel haben. Dieses ist eine Teilliste mit 146 Einträgen von Personen, deren Namen mit den Buchstaben „Muller, K“ beginnt.

## Muller, K

### Muller, Ka
- Müller, Kai Michael (* 1991), deutscher Schauspieler
- Müller, Kai-Markus (* 1976), deutscher Neurowissenschaftler
- Müller, Karin (* 1961), deutsche politische Beamtin (CDU)
- Müller, Karin (* 1962), deutsche Politikerin (Die Grünen), MdL
- Müller, Karin (* 1967), deutsche Schriftstellerin
- Müller, Karl (1804–1871), Bürgermeister und Abgeordneter
- Müller, Karl (1813–1894), deutscher Klassischer Philologe, Paläograf, Historiker und Kartograf
- Müller, Karl (1818–1893), deutscher spätnazarenischer Maler der Düsseldorfer Schule
- Müller, Karl (1825–1905), deutscher evangelischer Geistlicher und Naturforscher
- Müller, Karl (1844–1909), deutscher Bildhauer
- Müller, Karl (1852–1940), deutscher evangelischer Theologe und Hochschullehrer
- Müller, Karl (1866–1942), österreichischer Staatsbediensteter (Regierungsrat) und Amateurastronom
- Müller, Karl (1869–1937), österreichischer Politiker (DnP), Abgeordneter zum Nationalrat
- Müller, Karl (* 1869), deutscher Unternehmer und Politiker (SPD), MdL
- Müller, Karl (1871–1958), deutscher Wasserbaudirektor
- Müller, Karl (1873–1953), deutscher Politiker (SPD), MdL
- Müller, Karl (1874–1955), deutscher Landrat
- Müller, Karl (* 1878), deutscher Politiker (SPD), MdL
- Müller, Karl (1879–1944), deutscher Politiker (NSDAP), MdR
- Müller, Karl (1881–1955), deutscher Botaniker und Önologe
- Müller, Karl (1884–1964), deutscher Politiker (Zentrum, CDU), MdL, Reichsminister, MdB
- Müller, Karl (1888–1972), deutscher Metallbildner, Professor an der Kunstschule Burg Giebichenstein
- Müller, Karl (1888–1980), preußischer Regierungsdirektor und 1933 auftragsweise Landrat in Mayen
- Müller, Karl (1889–1964), deutscher Verwaltungsjurist
- Müller, Karl (1890–1968), deutscher Politiker der SPD
- Müller, Karl (1893–1949), deutscher promovierter Rechtsanwalt und Widerstandskämpfer gegen das NS-Regime
- Müller, Karl (1893–1955), deutscher Botaniker und Hieracium-Kenner in Dornstadt
- Müller, Karl (1896–1966), deutscher Landwirt und Politiker (DP), MdB
- Müller, Karl (1897–1982), deutscher Politiker (SPD), MdL, MdB
- Müller, Karl (* 1900), deutscher Politiker (SPD), MdL
- Müller, Karl (1903–1972), deutscher SED-Funktionär
- Müller, Karl (1904–1945), deutscher Widerstandskämpfer der KPD und der Revolutionären Gewerkschafts-Opposition
- Müller, Karl (* 1910), deutscher Fußballtorhüter
- Müller, Karl (1918–2001), deutscher Theologe, Autor und Missionswissenschaftler
- Müller, Karl (1925–2011), deutscher Autor
- Müller, Karl (* 1950), österreichischer Germanist
- Müller, Karl (* 1952), Schweizer Unternehmer
- Müller, Karl Alexander (1927–2023), Schweizer Physiker, Nobelpreisträger
- Müller, Karl Alexander von (1882–1964), deutscher HistorikerKarl Alexander von Müller (1882–1964)

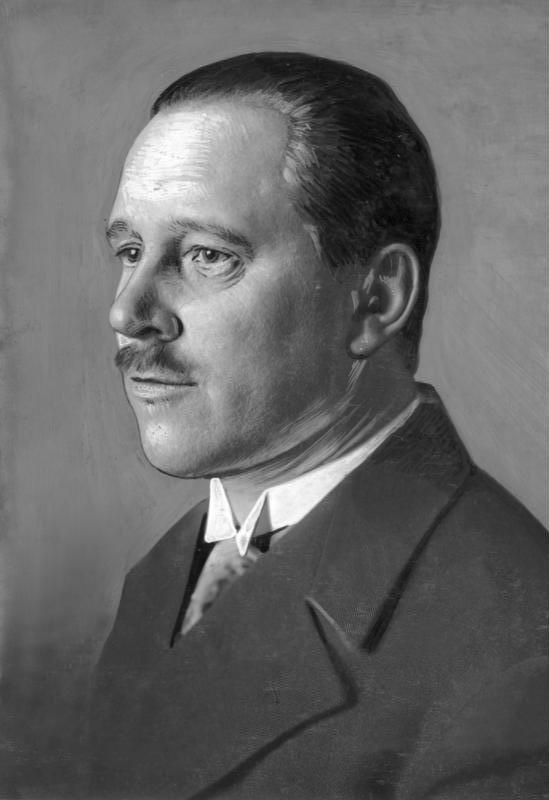
Karl Alexander von Müller (1882–1964)

- Müller, Karl Christian (1900–1975), deutscher Schriftsteller
- Müller, Karl Emanuel (1804–1869), Schweizer Bauingenieur und Politiker
- Müller, Karl Erich (1917–1998), deutscher Maler und Grafiker
- Müller, Karl Eugen (1877–1951), deutscher Journalist
- Müller, Karl Ferdinand (1911–1974), deutscher lutherischer Theologe und Musikwissenschaftler
- Müller, Karl Friedrich (1797–1873), deutscher Geiger
- Müller, Karl Friedrich (1902–1983), deutscher Sprachwissenschaftler, Dialektforscher und Lehrer
- Müller, Karl Friedrich Johann von (1813–1881), deutscher Maler
- Müller, Karl Gerfried (* 1957), österreichischer Finanzbeamt er und Politiker (SPÖ), Abgeordneter zum Nationalrat
- Müller, Karl Gotthelf (1717–1760), deutscher Rhetoriker, Dichter und lutherischer Theologe
- Müller, Karl Hugo (1830–1908), deutscher Jurist und Landesdirektor der preußischen Provinz Hannover
- Müller, Karl Johann August (1818–1899), deutscher Bryologe
- Müller, Karl Josef (1865–1942), deutscher Maler
- Müller, Karl Konrad (1854–1903), deutscher Klassischer Philologe und Bibliothekar
- Müller, Karl Otfried (1797–1840), deutscher Klassischer Philologe, Althistoriker und Archäologe
- Müller, Karl Otto (1819–1898), deutscher Jurist, Hochschullehrer und Politiker
- Müller, Karl Otto (1884–1960), deutscher Archivar und Rechtshistoriker
- Müller, Karl Reinhard (1774–1861), deutscher Mathematiker, Musiktheoretiker und Ehrenbürger der Stadt Marburg
- Müller, Karl Theodor (1840–1909), deutscher Rheinstrom-Baudirektor
- Müller, Karl Valentin (1896–1963), deutscher Gewerkschafter und NS-Rassenlehrer
- Müller, Karl von (1810–1879), deutscher Gutsbesitzer, Landschaftsrat und Politiker (DHP), MdR
- Müller, Karl von (1821–1909), deutscher Ingenieur, Schulgründer und Mäzen
- Müller, Karl von (1822–1885), preußischer Generalleutnant
- Müller, Karl von (1873–1923), deutscher Kapitän zur See, Kommandant des Kleinen Kreuzers EmdenKarl von Müller (1873–1923)

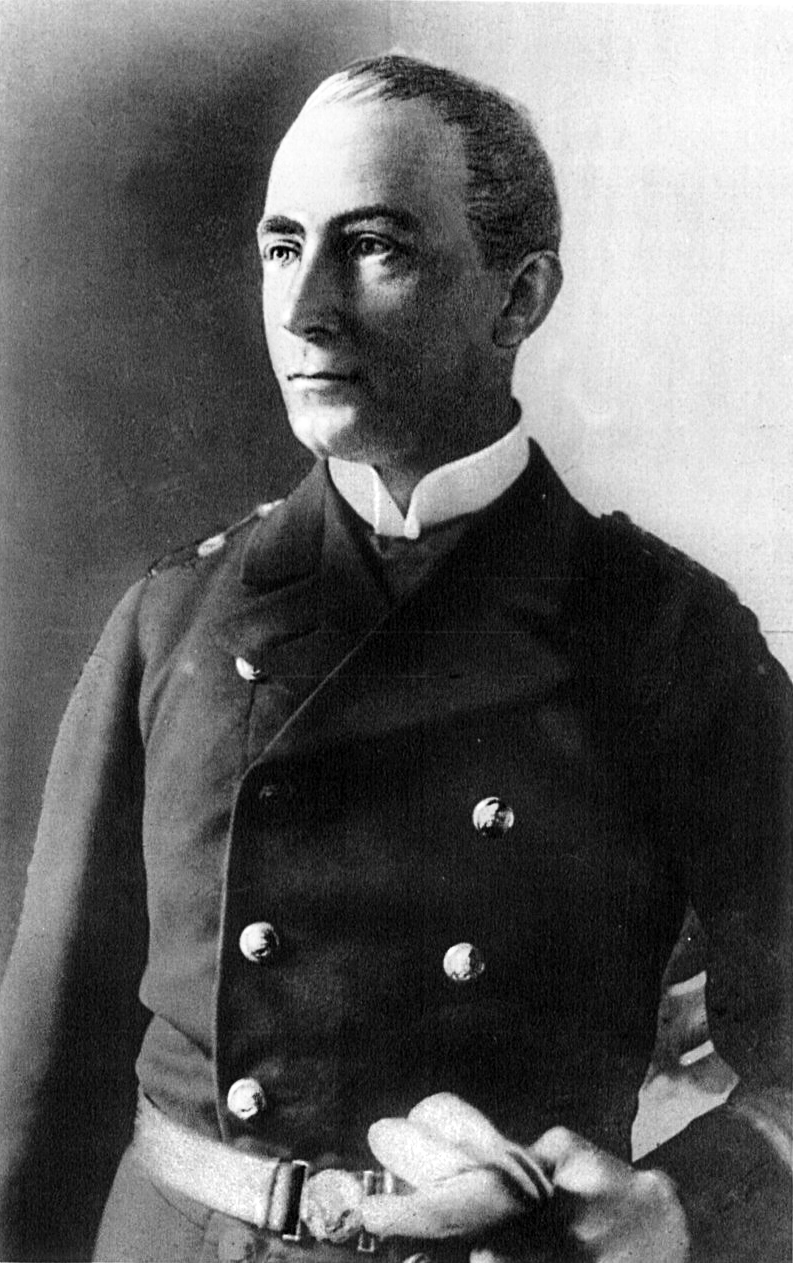
Karl von Müller (1873–1923)

- Müller, Karl Walter (1931–2016), deutscher Lehrer und Politiker (SPD), MdL
- Müller, Karl Wilhelm († 1874), deutscher Klassischer Philologe
- Müller, Karl-Arthur (1892–1987), deutscher Maler, Grafiker und Fachschullehrer
- Müller, Karl-Fred (1958–2018), deutscher Schauspieler
- Müller, Karl-Heinrich (1936–2007), deutscher Makler, Kunstsammler und Mäzen
- Müller, Karl-Heinz (1911–1993), deutscher SS-Obersturmbannführer
- Müller, Karl-Heinz (1918–1987), deutscher Politiker (SED), Oberbürgermeister der Stadt Leipzig
- Müller, Karl-Heinz (1936–2021), deutscher Politiker (SPD), MdL
- Müller, Karl-Josef (1937–2001), deutscher Komponist und Musikwissenschaftler
- Müller, Karl-Ulrich (1945–2010), deutscher Physiker und Diplomat
- Müller, Karlheinz (1936–2020), deutscher Theologe
- Müller, Karoline (1935–2019), deutsche Galeristin und Kuratorin
- Müller, Karsten (* 1970), deutscher Schachspieler und -autorKarsten Müller (* 1970)

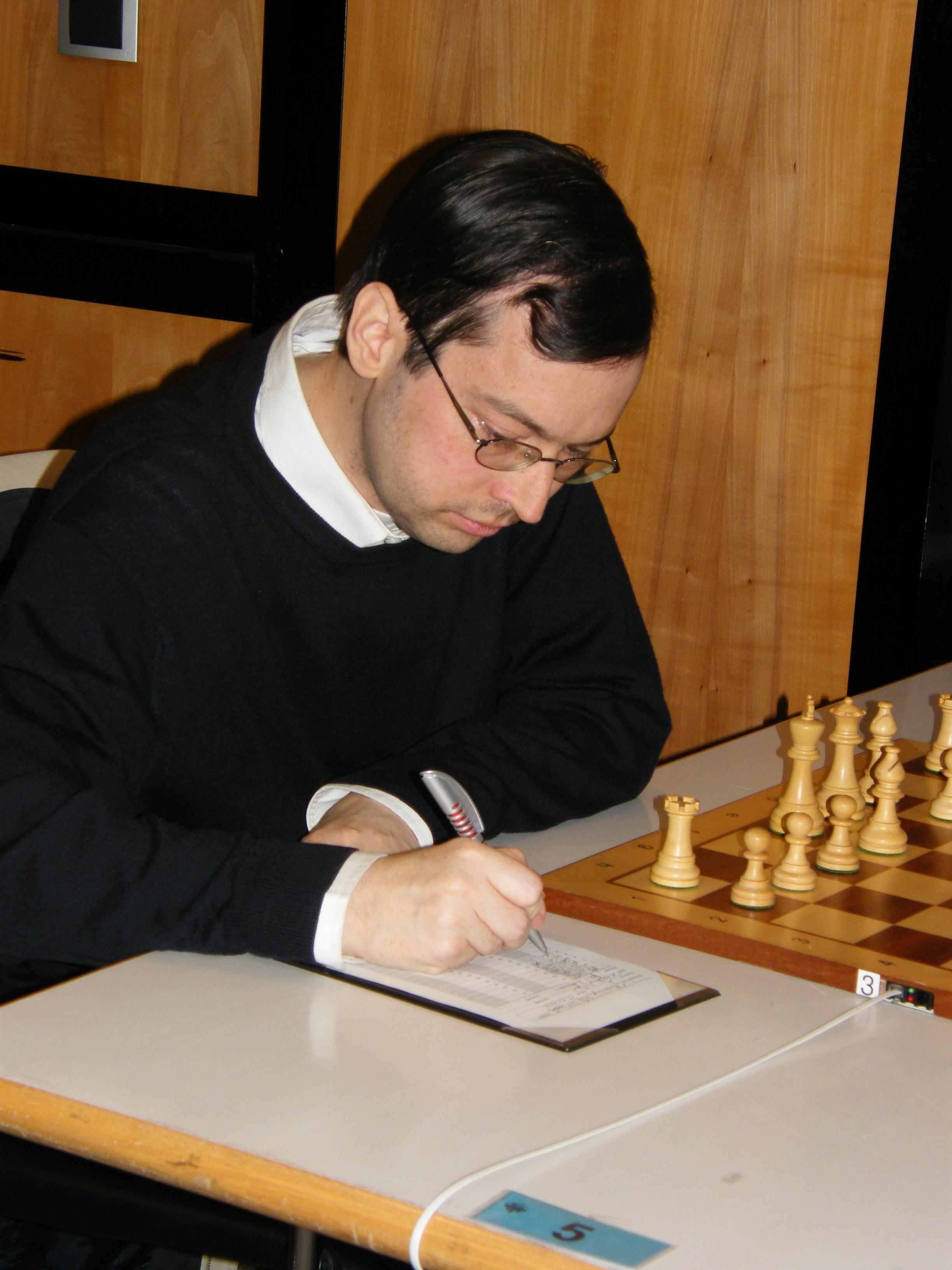
Karsten Müller (* 1970)

- Müller, Kaspar (* 1796), deutscher Schreiner und Wilderer
- Müller, Kaspar (* 1983), Schweizer bildender Künstler und Kunstpädagoge
- Müller, Käte (* 1931), deutsche Malerin und Grafikerin
- Müller, Katharina (1903–1994), deutsche Nonne
- Müller, Katharina (* 1994), deutsche Basketballspielerin
- Müller, Katharina (* 1995), deutsche Eiskunstläuferin
- Müller, Kathrin (* 1972), deutsche Kunsthistorikerin und Hochschullehrerin
- Müller, Kathrin (* 1984), deutsche Triathletin
- Müller, Kathrin (* 1985), deutsche Springreiterin
- Müller, Katrin (* 1989), Schweizer Freestyle-Skisportlerin

### Muller, Ke
- Müller, Kerstin (* 1963), deutsche Politikerin (Bündnis 90/Die Grünen), MdB
- Müller, Kerstin (* 1969), deutsche Olympiasiegerin im Rudern
- Müller, Kevin (* 1991), deutscher FußballspielerKevin Müller (* 1991)

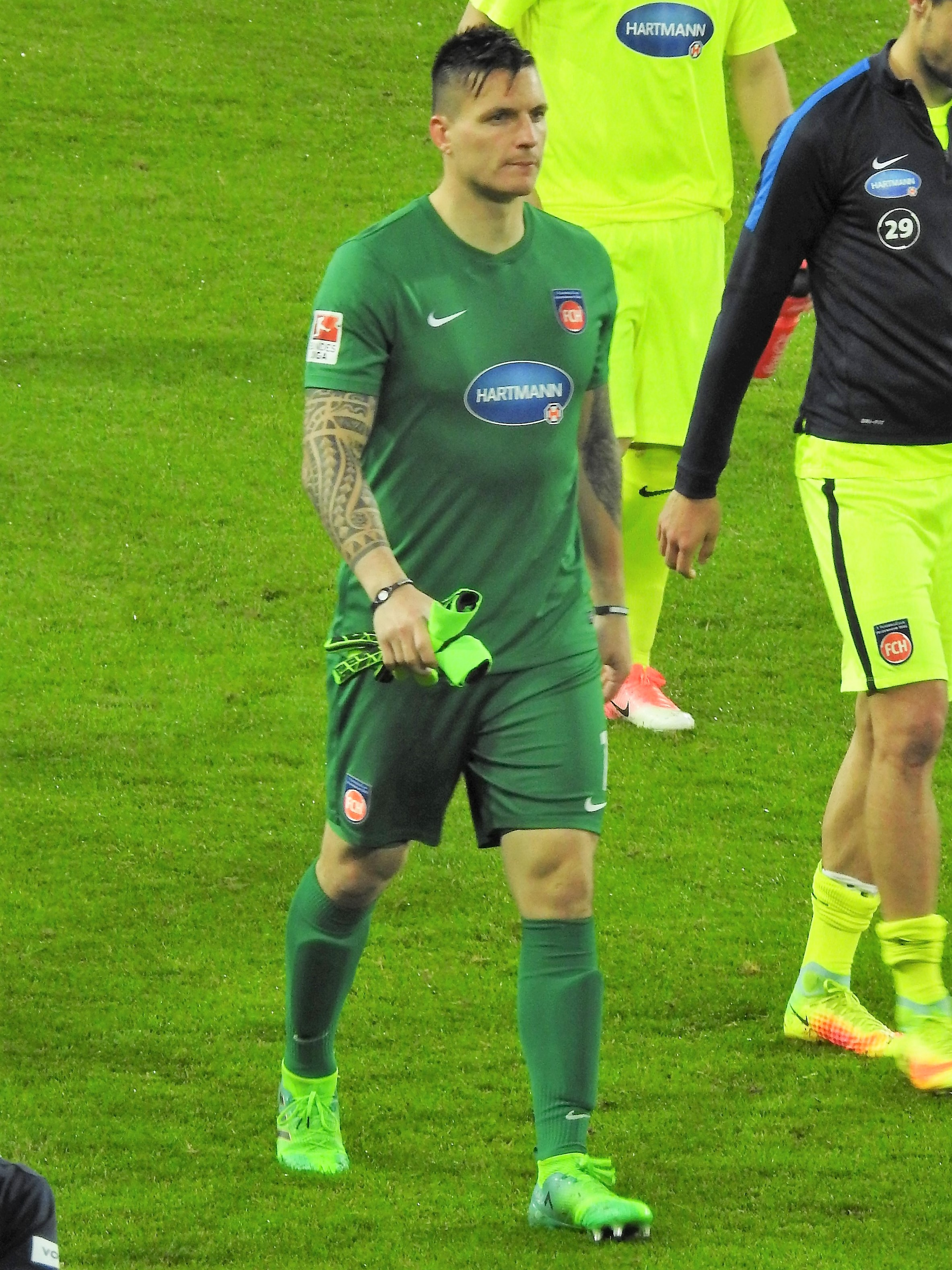
Kevin Müller (* 1991)

### Muller, Ki
- Muller, Kirk (* 1966), kanadischer Eishockeyspieler und -trainer

### Muller, Kl
- Müller, Klaus (1892–1980), deutscher Politiker
- Müller, Klaus (1936–2022), deutscher Historiker und Hochschullehrer
- Müller, Klaus (* 1938), deutscher Handballspieler und -trainer
- Müller, Klaus (* 1941), deutscher Autor
- Müller, Klaus (* 1941), deutscher Badmintonspieler
- Müller, Klaus (1944–2023), deutscher Jurist und Politiker (CDU)
- Müller, Klaus (* 1944), deutscher Wirtschaftswissenschaftler
- Müller, Klaus (* 1950), deutscher Fußballspieler
- Müller, Klaus (* 1952), deutscher Fußballtorwart
- Müller, Klaus (* 1953), deutscher Fußballspieler
- Müller, Klaus (* 1955), deutscher Theologe und Philosoph, Professor für Philosophische Grundfragen der Theologie
- Müller, Klaus (* 1959), deutscher Fußballspieler
- Müller, Klaus (* 1961), deutscher Theaterschauspieler, Autor und Illustrator
- Müller, Klaus (* 1971), deutscher Politiker (Bündnis 90/Die Grünen), MdB, MdL und VerbraucherschützerKlaus Müller (* 1971)

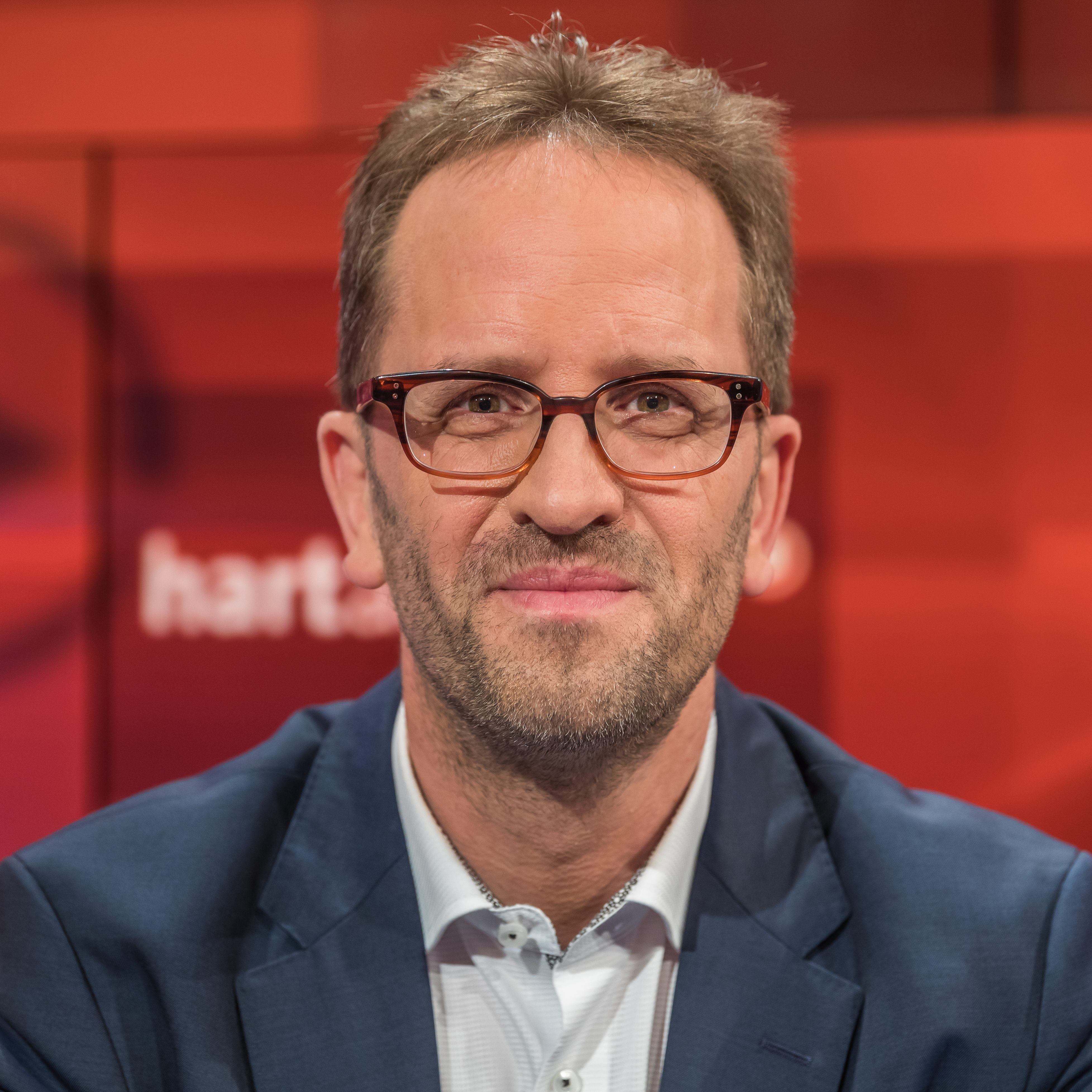
Klaus Müller (* 1971)

- Müller, Klaus E. (1935–2021), deutscher Ethnologe
- Müller, Klaus J. (1923–2010), deutscher Paläontologe
- Müller, Klaus Peter (* 1950), deutscher Anglist
- Müller, Klaus W. (1944–2019), deutscher evangelischer Theologe und Hochschullehrer
- Müller, Klaus W. (* 1945), evangelikaler Theologe, Missiologe und Missionar
- Müller, Klaus-Detlef (* 1938), deutscher Germanist und Hochschullehrer
- Müller, Klaus-Dieter (* 1951), deutscher Medienwissenschaftler und Politiker (SPD), MdL
- Müller, Klaus-Hinrich (* 1946), deutscher Fußballspieler
- Müller, Klaus-Jürgen (1930–2011), deutscher Historiker
- Müller, Klaus-Peter (* 1944), deutscher Bankmanager, ehemaliger Vorstandssprecher und Aufsichtsratsvorsitzender der Commerzbank
- Müller, Klaus-Robert (* 1964), deutscher Informatiker

### Muller, Kn
- Müller, Knut (1929–2016), deutscher Jurist, Polizeipräsident und Regierungspräsident
- Müller, Knut (* 1952), deutscher Fotograf
- Müller, Knut (* 1974), norwegischer Skispringer

### Muller, Ko
- Müller, Konrad (1892–1981), Schweizer Politiker (CSP)
- Müller, Konrad (1900–1977), deutscher Kirchenjurist in Dresden und Schwerin
- Müller, Konrad (1902–1984), deutscher NSDAP-Funktionär, Mitglied des Provinziallandtages der Provinz Hessen-Nassau
- Müller, Konrad (1912–1979), deutscher Jurist und Bildungspolitiker
- Müller, Konrad (1920–2015), Schweizer Klassischer Philologe
- Müller, Konrad R. (1940–2023), deutscher FotografKonrad R. Müller (1940–2023)

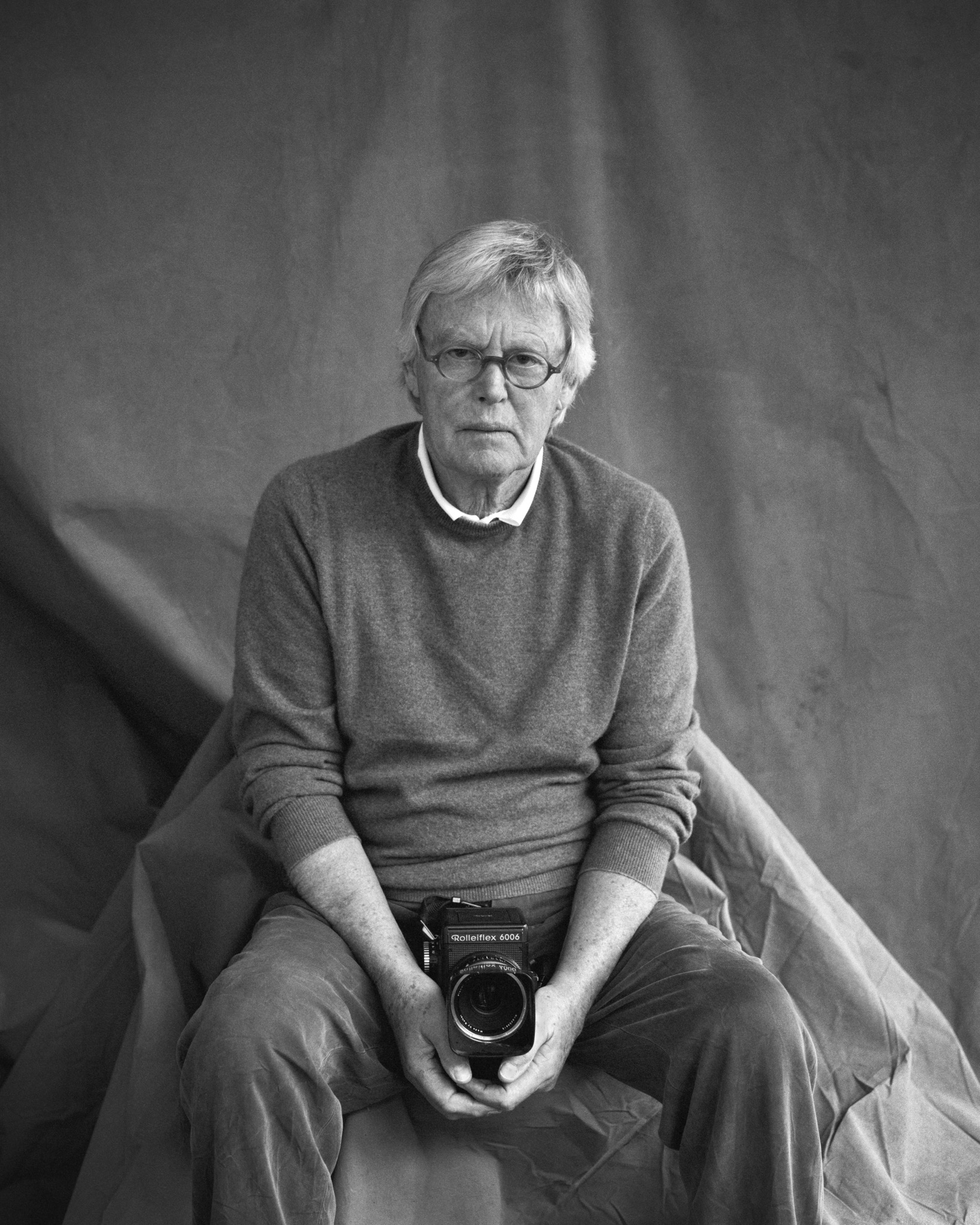
Konrad R. Müller (1940–2023)

- Müller, Konstantin (1904–1976), österreichischer Gerechter unter den Völkern
- Müller, Konstantin (1919–2008), deutscher Versicherungskaufmann, Gewerkschafter und Senator (Bayern)
- Müller, Korbinian (* 1991), deutscher Fußballtorhüter
- Müller, Kornelia (* 1959), deutsche Politikerin (Bündnis 90/Die Grünen), MdL

### Muller, Kr
- Müller, Kraft (1503–1547), Buchdrucker, Gelehrter und Schüler Philipp Melanchthons

### Muller, Ku
- Müller, Kurt (* 1858), deutscher Kaufmann und Politiker, MdL
- Müller, Kurt (1876–1952), deutscher Politiker
- Müller, Kurt (1880–1972), deutscher Klassischer Archäologe
- Müller, Kurt (1882–1942), deutscher Offizier, zuletzt Generalleutnant der Wehrmacht
- Müller, Kurt (1902–1958), deutscher Jurist, evangelischer Theologe und Widerstandskämpfer
- Müller, Kurt (1903–1944), deutscher Widerstandskämpfer gegen den Nationalsozialismus
- Müller, Kurt (1903–1977), deutscher Politiker (SED), Vater von Heiner Müller
- Müller, Kurt (1903–1990), deutscher Politiker (KPD), MdL, MdB, Opfer des Stalinismus
- Müller, Kurt (1921–2015), deutscher Psychologe und Professor der Ludwig-Maximilians-Universität München
- Müller, Kurt (1921–2001), deutscher Diplomat
- Müller, Kurt (1924–2009), deutscher Politiker (SED)
- Müller, Kurt (1925–2016), Schweizer Politiker (FDP) und Journalist
- Müller, Kurt (* 1933), deutscher Schriftsteller
- Müller, Kurt (* 1934), Schweizer Sportschütze
- Müller, Kurt (1938–2022), deutscher Radrennfahrer, nationaler Meister im Radsport
- Müller, Kurt (* 1948), Schweizer Fußballspieler und -trainer
- Müller, Kurt-Peter (1894–1993), deutscher generalarzt und SS-Brigadeführer der Waffen-SS